# Ernests Gulbis
Pour les articles homonymes, voir Gulbis.
Ernests Gulbis, né le 30 août 1988 à Riga, est un joueur de tennis letton. Professionnel de 2005 à 2024, il a remporté six titres en simple sur le circuit ATP et son meilleur résultat en tournoi du Grand Chelem est une demi-finale à Roland-Garros perdue face à Novak Djokovic en 2014.
Il était entraîné par l'ancien joueur et capitaine de l'équipe de Croatie de Coupe Davis Nikola Pilić. Son entraîneur actuel est Thomas Enqvist qui a succédé à Günter Bresnik (ancien entraineur de Dominic Thiem), à Guillermo Cañas et à Hernán Gumy (ancien entraîneur de Marat Safin).

## Carrière

### Débuts
Le monde du tennis a découvert ce joueur en 2002 à Tarbes, lors du célèbre tournoi junior Les Petits As. Vainqueur de ce tournoi de référence, il marque les esprits dans une compétition dont le palmarès est farci de joueurs qui ont fait leur preuve plus tard.
Sa carrière professionnelle démarre en 2005, où il dispute des tournois Future et Challenger. Il se signale pour la première fois en 2006, où lors de son premier tournoi du circuit principal, il atteint les demi-finales à Saint-Pétersbourg. Il remporte également cette année-là son premier tournoi Challenger à Eckental.
En 2007, il continue à disputer principalement des Challenger, et remporte notamment ceux de Besançon (Internationaux du Doubs) et Sarajevo, ce qui lui permet d'entrer dans les cent premiers mondiaux : 85e.
Étant donné le faible nombre de joueurs professionnels lettons, il a eu l'occasion de jouer son premier match pour l'équipe de Lettonie de Coupe Davis en 2005 à seulement 16 ans. Il a enregistré ses deux premières victoires dans cette épreuve en 2006, permettant ainsi à son pays de se maintenir dans le groupe II.
Le 29 mai 2007, il remporte son premier match dans un tournoi du Grand Chelem en battant le vétéran Tim Henman 6-4, 6-3, 6-2 sur la terre battue de Roland-Garros. En septembre 2007, il atteint les huitièmes de finale de l'US Open après avoir battu Tommy Robredo. Il s'incline ensuite face à Carlos Moyà.

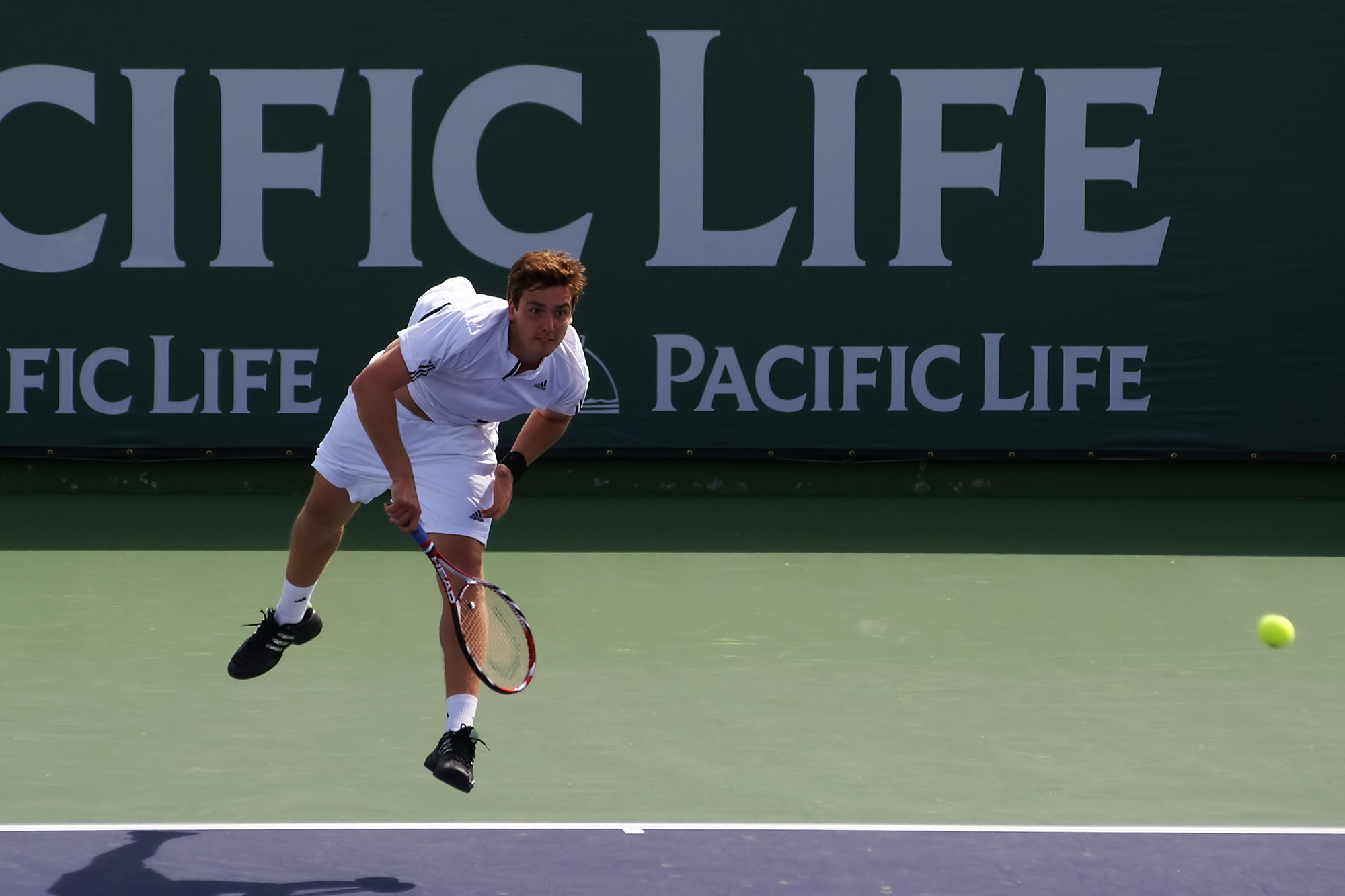
Ernests Gulbis au service en 2008.

En 2008, sa meilleure performance est réalisée à Las Vegas avec un quart de finale. Mais c'est surtout lors du deuxième Grand Chelem de l'année qu'il réalise un bon parcours en atteignant les quarts de finale de Roland-Garros avec des victoires successives sur James Blake (7-62, 3-6, 7-5, 6-3) tête de série no 7 au second tour, Nicolás Lapentti et Michaël Llodra en huitième tout en deux manches. Il perd finalement contre Novak Djokovic dans trois manches assez serrées. Il parvient également lors du tournoi de Wimbledon à prendre un set à Rafael Nadal.
En 2009, c'est un grand manque de confiance qui gâche l'année d'Ernests Gulbis, avec seulement deux performances notables : un quart de finale à Tokyo et à Saint-Pétersbourg.

### 2010. Premier titre ATP et demi-finale à Rome
Il débute néanmoins plutôt bien l'année 2010, en atteignant les quarts de finale à Doha et en amenant Roger Federer à une longue bataille en 3 sets, finalement remportée par le Suisse (6-2, 4-6, 6-4). Il atteint également les demi-finales du Tournoi de Memphis au cours desquelles il s'incline face à Sam Querrey (6-3, 6-4). Puis, la semaine suivante, il confirme son bon début de saison en s'adjugeant la finale du tournoi de Delray Beach. Il remporte ainsi son premier titre ATP en réalisant un match impressionnant face à Ivo Karlović (6-2, 6-3). À Rome, il bat le no 1 Roger Federer sur le score de 2-6, 6-1, 7-5. Il se hisse jusqu'en demi-finale, où il parvient à prendre un set au no 3 mondial Rafael Nadal, ce que personne n'avait encore réussi depuis le début de la saison de terre battue 2010. Malgré une excellente première balle au service, il s'incline en trois sets au terme d'un match de près de trois heures, conclu sur le score de 6-4, 3-6, 6-4. Néanmoins, malgré cet excellent début de saison, il se blesse lors du premier tour de Roland-Garros face à Julien Benneteau et cette blessure l'oblige à déclarer forfait pour Wimbledon. Il fait son retour au tournoi de Los Angeles, où il s'impose au premier tour face à Lukáš Lacko. Sorti une nouvelle fois par un Français au premier tour de l'US Open, Gulbis termine cette année de Grand Chelem sans une seule victoire à son compteur.

### 2011. Moins bonnes performances et2etitre
Sa saison 2011 semble bien partir avec un quart de finale à Doha, suivi d'une demi-finale à Sydney. Il atteint son meilleur classement le 7 février avec une 21e place. Malheureusement, la suite est catastrophique avec plus de défaites que de victoires, ce qui lui vaut de retomber à la 84e place en juillet. Néanmoins, il se rattrape au tournoi de Los Angeles où il bat le Belge Xavier Malisse et l'Américain Daniel Kosakowski lors des deux premiers tours, avant de réaliser un véritable exploit en stoppant l'Argentin Juan Martín del Potro 6-2, 6-4 en quart de finale, au terme d'un excellent match. Il atteint ensuite la finale en battant Alex Bogomolov. En finale, il s'impose face à Mardy Fish en trois sets.

### 2012. Année noire et sortie du top 100
Il fait sensation lors du tournoi de Wimbledon 2012 en battant le numéro 7 mondial Tomáš Berdych dès le premier tour en 3 tie-breaks. Exploit sans lendemain puisqu’il s'incline au deuxième tour.

### 2013. Reconstruction et 2 nouveaux titres ATP 250
Après une saison 2012 décevante, le Letton a déclaré vouloir gagner en régularité et progresser au classement ATP. Il a ainsi réalisé de gros efforts cette saison, puisqu'il a pour la première fois de sa carrière remporté deux tournois en une saison (Delray Beach et Saint-Pétersbourg) en battant de nombreux top 20 (Andy Murray, Jo-Wilfried Tsonga, Janko Tipsarević, Jerzy Janowicz et Fabio Fognini). Il a également posé de nombreux problèmes à Rafael Nadal, pourtant intraitable cette saison, aux Masters d'Indian Wells et de Rome. Enfin, il a pour la première fois depuis 2008 atteint un troisième tour en Grand Chelem.

### 2014. Entrée dans le top 10, 2 titres ATP 250 et demi-finale à Roland-Garros
Il réalise la meilleure saison de sa carrière avec cinq top 10 battus dont deux en Grand Chelem. Il a été deux semaines à la 10e place, juste après sa victoire à l'Open de Nice.
En février, à Rotterdam, il bat notamment Grigor Dimitrov 20e mondial (6-4, 7-63) et le no 5 mondial Juan Martín del Potro (6-3, 6-4) pour se glisser jusqu'en demi-finale, mais perdant contre le futur vainqueur Tomáš Berdych en deux manches. Deux semaines plus tard à l'Open de Marseille, en tant que tête de série, il bat Roberto Bautista-Agut en trois manches, avant de ne battre que des Français jusqu'à la victoire finale et s'adjuger le titre. Il vainc d'abord Nicolas Mahut (6-3, 7-61) en quart, puis le 9e mondial Richard Gasquet (6-3, 6-2) en demi, avant de battre en fin de tournoi le 10e mondial, Jo-Wilfried Tsonga (7-65, 6-4).
Il fait également parler de lui à la suite de déclarations et dérapages durant cette saison : sur les femmes, le Big Four, ou sur la capacité à devenir no 1 mondial. Il fait encore la une à propos de ses gains gagnés à Roland-Garros et dépensés dans les casinos.

### 2015. Mauvaises performances et année difficile
Il réalise un début de saison catastrophique et pas du tout à la hauteur de son rang de 13e mondial. Il ne remporte aucun match lors des 5 premiers tournois qu'il dispute en perdant respectivement contre Jiří Veselý, Thanasi Kokkinakis, Dominic Thiem, Jérémy Chardy et Denis Istomin.
À Indian Wells, il gagne son premier match de l'année contre l'Espagnol lucky loser Daniel Gimeno-Traver 6-4, 6-1 mais perd dès le tour suivant face à Adrian Mannarino. Au Masters de Monte-Carlo, il perd très sèchement contre Andreas Haider-Maurer (6-1, 6-0), alors qu'il a changé d'entraîneur en enrôlant le Suédois Thomas Enqvist. Mais la série noire ne s'arrête pas là. À Barcelone, il perd au second tour, étant dispensé du premier tour, face à un Benoît Paire solide (1-6, 6-2, 6-3). Au Masters 1000 de Madrid, il perd dès son entrée en lice face au joueur belge David Goffin (3-6, 6-1, 7-5). La semaine suivante, à Rome, Gulbis perd au premier tour contre Jiří Veselý en 3 sets.
À l'Open de Nice, où il est tenant du titre, il remporte son premier match face à Alexandr Dolgopolov mais il s'incline au second tour en 2 sets face à son ami Dominic Thiem. À Roland-Garros, Gulbis doit défendre sa demi-finale de l'année précédente mais est éliminé au second tour par le Français Nicolas Mahut en quatre manches. Cette défaite prématurée le fait dégringoler au classement à la 87e place mondiale.
À Halle, il se hisse au second tour grâce à sa victoire sur Serhiy Stakhovsky en 2 sets (6-4, 7-63) mais il est stoppé au second tour par le futur vainqueur et tenant du titre, Roger Federer qui l'élimine en 2 sets (6-3, 7-5). À Wimbledon, il est éliminé d'entrée par Lukáš Rosol (7-62, 6-3, 7-63). En juillet, il perd encore au premier tour au tournoi de Båstad puis au tournoi de Hambourg au second tour.
Retombé à la 81e place début août, le Letton, bénéficiaire d'une invitation, doit passer par les qualifications du Masters du Canada afin d'atteindre le tableau principal en étant tout de même tête de série no 9. Opposé au premier tour au 124e mondial Blaž Rola, il l'emporte en 2 sets (6-4, 6-3) puis bat Nicolas Mahut 66e mondial malgré la perte du premier set au tie-break (6-7, 7-5, 6-3) et atteint ainsi le tableau principal. Il rencontre et bat au premier tour son ami Dominic Thiem en 3 sets (3-6, 7-68,6-1). Au second tour, il prend sa revanche et élimine Lukáš Rosol en 3 sets (6-2, 5-7, 6-3). Il se hisse en quarts de finale grâce à sa victoire sur l'Américain Donald Young en huitième de finale (6-4, 6-4). En quarts, il perd en 3 sets contre le no 1 mondial Novak Djokovic (7-5, 67-7, 1-6) après avoir laissé filé deux balles de match au second set. Malgré sa défaite, Ernests Gulbis affiche une forme et une confiance retrouvées grâce à ses 5 victoires consécutives. Ces victoires lui permettent de retrouver un classement plus honorable, il remonte alors à la 68e place mondiale.
Fort de ces bonnes performances, il décide de rester au Canada pour participer au tournoi Challenger Odlum Brown VanOpen afin de confirmer et d'engranger des points. Malheureusement l'aventure est courte malgré son statut de tête de série no 3. Il s'incline au premier tour contre l'Ukrainien Illya Marchenko en 3 sets (3-6, 7-65, 62-7). La semaine suivante il participe au tournoi ATP 250 de Winston-Salem et perd également au premier tour contre le tenant du titre, le Tchèque Lukáš Rosol en 2 sets (4-6, 64-7).
Au premier tour de l'US Open, opposé au Britannique Aljaž Bedene, il remporte le premier set mais perd le suivant et alors qu'il est mené 3-0 au troisième set, il abandonne pour blessure. Quelques semaines plus tard, il s'incline au premier tour de l'Open de St-Petersburg contre Márcos Baghdatís en 3 sets 6-4, 4-6, 6-3, tournoi qu'il avait pourtant remporté en 2013. Cette défaite le fait chuter au classement puisqu'il retrouve sa 81e place. Il dispute ensuite le tournoi de Shenzhen mais il abandonne à nouveau au premier tour, mené 7-67, 2-0 par l'Australien John Millman.
Sorti du top 100, Gulbis se rend à Vienne, où il effectue un retour gagnant puisqu'il bat consécutivement les deux gros serveurs du circuit John Isner (6-4, 4-6, 6-4) et Ivo Karlović (7-64, 7-65), respectivement en huitième et quart de finale. C'est la première fois cette année qu'il atteint le dernier carré d'un tournoi. Il échoue en demi-finale face à l'Américain Steve Johnson, en 2 sets (6-3, 7-64). Alors qu'il pointait à la 117e place mondiale, sa performance le replace au 82e rang.

### 2016 - 2018. Finale à Stockholm, huitième à Roland-Garros et à Wimbledon, victoire sur un top 3 et années difficiles
En 2016, Ernests Gulbis commence sa saison à l'Open d'Australie ou il se fait éliminer d'entrée par la tête de série no 30 Jérémy Chardy. Puis il se rend à Montpellier où il bat Quentin Halys puis il se fait éliminer par Richard Gasquet au 2e tour. Il se rend à Rotterdam où il passe le tournoi de qualification mais s'incline contre le futur finaliste Gaël Monfils. À Marseille, il bat le qualifié Kenny de Schepper puis s'incline de nouveau face à Richard Gasquet. À Indian Wells et à Miami il se fait éliminer dès le premier tour par Guillermo García-López et Mikhail Youzhny. Puis il entame sa saison sur terre battue à Barcelone où il se fait éliminer par Márton Fucsovics. À Munich il se fait éliminer dès son entrée en lice par Ivan Dodig. À Rome il passe le géant Ivo Karlović mais s'incline au 2e tour face à Lucas Pouille. À Roland-Garros, il refait surface en battant tour à tour Andreas Seppi, João Sousa, puis sur abandon l'ancien demi-finaliste Jo-Wilfried Tsonga mais il s'incline en 1/8 de finale contre le Belge David Goffin. Puis il commence sa saison sur gazon à Halle où il se fait éliminer par le local Benjamin Becker. Puis à Wimbledon il se fait éliminer dès le premier tour par Jack Sock. A Toronto dès son entrée en lice il se fait éliminer par Rajeev Ram. Il finit sa saison à la 151e place mondiale.
En 2017, après de nombreux mois de blessures il revient à Roland-Garros avec un classement protégé mais il s'incline dès son entrée face à Marin Čilić. Puis à Wimbledon, il réussit à atteindre le 3e tour en battant Víctor Estrella, la tête de série no 29 Juan Martín del Potro mais il s'incline face à Novak Djokovic. À Gstaad, il bat le qualifié Daniel Brands puis la tête de serie no 5 Paolo Lorenzi mais s'incline en quart contre le futur vainqueur Fabio Fognini. Invité par les organisateurs du tournoi il se rend à Winston-Salem mais il s'incline face à Márton Fucsovics. Il se rend à l'US Open où il bat Alessandro Giannessi mais il s'incline au 2e contre le futur finaliste Kevin Anderson. À Saint-Pétersbourg, il passe le tournoi de qualifications mais s'incline contre un autre qualifié Liam Broady. Invité au tournoi de Vienne, il s'incline face à Gilles Simon. Il finit sa saison à la 200e place mondiale.
En 2018, il commence sa saison au tournoi de Sofia, où il passe les qualifications mais il s'incline dès le premier tour face à Viktor Troicki. À Dubaï, il passe le tournoi de qualification mais s'incline face au futur finaliste Lucas Pouille. Aux Internationaux de France, il passe les qualifications sans problème et accède au tableau final où il bat le tête de série no 29 Gilles Müller puis il s'incline au 2e tour contre Matteo Berrettini. Il refait surface à Wimbledon où il passe les qualifications puis bat l'invité Jay Clarke puis Damir Džumhur et réalise un exploit au 3e tour en battant le numéro 3 mondial Alexander Zverev en atteignant pour la première fois les huitièmes à Wimbledon mais il s'y incline contre le Japonais Kei Nishikori. À Stockholm, où il passe les qualifications sans problème, il bat le local Mikael Ymer, puis le tête de série numéro 7 Denis Shapovalov, puis l'Américain Jack Sock tête de serie n°4 puis il bat le numéro 10 mondial John Isner en atteignant la finale depuis 4 ans mais il s'incline contre le jeune prodige grec Stéfanos Tsitsipás.

### 2019. Retour aux affaires
Ernests Gulbis reprend sérieusement sa saison 2019 au tournoi de Pune où il élimine Pedro Sousa et Chung Hyeon pour atteindre les quarts de finale où il est battu par Ivo Karlović. À l'Open d'Australie, il est éliminé dès le premier tour par Stanislas Wawrinka, après avoir remporté le premier set (6-3) il est obligé d'abandonner pour une blessure au dos. Au tournoi de Rotterdam, il est repêché en tant que lucky loser et bat au premier tour Marius Copil avant de tomber contre le Japonais Kei Nishikori.

### 2020. Un titre Challenger
Après une fin de saison 2019 délicate a cause de douleurs persistante au dos, Gulbis reprend l'année 2020 au 258ième rang et profite du Tournoi de tennis de Nouvelle-Calédonie pour préparer les qualifications de l'Open d'Australie 2020. Éliminé sèchement en 8ième de finale du tournoi par le Français Tristan Lamasine, il retrouve au premier tour des qualifications de l'Open d'Australie 2020 le Franco-Américain Maxime Cressy lui aussi présent à Nouméa. Après une victoire facile il bat en 3 sets l'Argentin Federico Coria puis parvient à se qualifier pour le tableau en battant l'expérimenté Prajnesh Gunneswaran.
Opposé au premier tour à la tête de série n°20, l'espoir Canadien Félix Auger-Aliassime, Gulbis profite de la méforme de son adversaire pour poser son empreinte sur le jeu et l'emporter brillamment en 4 sets. Au tour suivant il élimine aisément Aljaž Bedene avant de tomber sur un Gaël Monfils très en forme en ce début d'année, qui après un premier set accroché (défaite au tie-break) se détache et l'emporte en 3 sets. Il réalise le meilleur parcours dans le tournoi de sa carrière et lui permet de gagner 115 points ATP et de remonter au 178ième rang.
Il poursuit avec les qualifications du Tata Open Maharashtra - ATP 250 mais est éliminé dès le premier tour. Il parvient à se qualifier pour le Delray Beach Open - ATP 250 Series après avoir battu facilement un Colombien et l'intenable Bernard Tomic qui balance le match avec premier set (6-2) en 36 minutes et un second set (6-0) en 20 minutes. Au 1er tour il s'incline contre le gros serveur Reilly Opelka malgré le gain du 1er set au tie-break, l'Américain remportera d'ailleurs le tournoi.
Gulbis retrouve l'Europe la semaine suivante et participe à la seconde édition du Teréga Open Pau-Pyrénées - ATP Challenger 100 à Pau.
Il se défait facilement de la wild card Leo Borg, fils de Björn Borg qui disputait seulement le second match professionnel de sa carrière. Il bat ensuite la tête de série n°2 du tournoi puis remporte par trois fois ses matchs après avoir perdu le 1er set contre Alex Molcan, Quentin Halys, et l'expérimenté Teymuraz Gabashvili.
En finale il affronte le Polonais Jerzy Janowicz, ancien n°14 mondial (2013) qui revient de blessure et remporte son premier tournoi (6-3, 6-4) depuis 2014. (finaliste à Stockholm en 2018). Le Letton remporte 100 points et grimpe à la 161ième place au classement ATP.

### 2024. Retraite
Plombé par de nombreuses blessures et inactif depuis plus d'un an, il annonce la fin de sa carrière le 11 février 2024 après près de 20 ans de carrière.

## Caractéristiques de son jeu
Ernests Gulbis est considéré comme l'un des joueurs les plus talentueux du circuit, mais aussi comme l'un des plus irréguliers. Souvent comparé à Marat Safin, il présente plusieurs similitudes avec le Russe comme un jeu fondé sur la force, un style spectaculaire avec maints coups gagnants et une excellente qualité de frappe donnant un caractère très épuré à son jeu de fond de court. Son point fort est le revers, son revers croisé est en effet exceptionnel car capable d'atteindre des angles improbables tout en étant très rapide et précis. Son revers long de ligne est redoutable bien que moins impressionnant.
Il possède en outre un service alliant puissance et précision, et un coup droit atypique, d'une très grande puissance, mais moins fiable et précis que son revers. Ses frappes, alliant puissance, précision et longueur, le rendent très difficile à battre dans un bon jour, d'autant plus que Ernests Gulbis est capable d'effectuer des amortis et des lobs de manière très déstabilisante pour l'adversaire.
Cependant, le Letton est un joueur très atypique doté d'un caractère sulfureux. Issu d'une famille extrêmement riche, il traîne une réputation d'enfant gâté, peu motivé par la réussite et le travail, d'où une alternance entre des périodes riches en victoires et d'autres, presque vides. C'est également un joueur émotif sur le court, capable de passer à côté des moments importants et de s'énerver rapidement contre lui-même, et de perdre des matchs qu'il maîtrisait pourtant.

## Palmarès

### Titres en simple messieurs
| No | Date       | Nom et lieu du tournoi                           | Catégorie | Dotation  | Surface      | Finaliste              | Score         |          |
| -- | ---------- | ------------------------------------------------ | --------- | --------- | ------------ | ---------------------- | ------------- | -------- |
| 1  | 22-02-2010 | International Tennis Championships, Delray Beach | ATP 250   | 442 500 $ | Dur (ext.)   | Ivo Karlović           | 6-2, 6-3      | Parcours |
| 2  | 25-07-2011 | Farmers Classic, Los Angeles                     | ATP 250   | 619 500 $ | Dur (ext.)   | Mardy Fish             | 5-7, 6-4, 6-4 | Parcours |
| 3  | 25-02-2013 | International Tennis Championships, Delray Beach | ATP 250   | 455 775 $ | Dur (ext.)   | Édouard Roger-Vasselin | 7-63, 6-3     | Parcours |
| 4  | 16-09-2013 | St. Petersburg Open, Saint-Pétersbourg           | ATP 250   | 455 775 $ | Dur (int.)   | Guillermo García-López | 3-6, 6-4, 6-0 | Parcours |
| 5  | 17-02-2014 | Open 13, Marseille                               | ATP 250   | 549 260 € | Dur (int.)   | Jo-Wilfried Tsonga     | 7-65, 6-4     | Parcours |
| 6  | 19-05-2014 | Open de Nice Côte d'Azur, Nice                   | ATP 250   | 426 605 € | Terre (ext.) | Federico Delbonis      | 6-1, 7-65     | Parcours |

### Finale en simple messieurs
| No | Date       | Nom et lieu du tournoi           | Catégorie | Dotation  | Surface    | Vainqueur          | Score    |          |
| -- | ---------- | -------------------------------- | --------- | --------- | ---------- | ------------------ | -------- | -------- |
| 1  | 15-10-2018 | Intrum Stockholm Open, Stockholm | ATP 250   | 612 755 € | Dur (int.) | Stéfanos Tsitsipás | 6-4, 6-4 | Parcours |

### Titres en double messieurs
| No | Date       | Nom et lieu du tournoi                         | Catégorie   | Dotation  | Surface      | Partenaire        | Finalistes                     | Score            |          |
| -- | ---------- | ---------------------------------------------- | ----------- | --------- | ------------ | ----------------- | ------------------------------ | ---------------- | -------- |
| 1  | 14-04-2008 | US Men's Clay Court Championship Houston       | Int' Series | 411 000 $ | Terre (ext.) | Rainer Schüttler  | Pablo Cuevas Marcel Granollers | 7-5, 7-63        | Parcours |
| 2  | 20-07-2009 | Indianapolis Tennis Championships Indianapolis | ATP 250     | 450 000 $ | Dur (ext.)   | Dmitri Toursounov | Ashley Fisher Jordan Kerr      | 6-4, 3-6, [11-9] | Parcours |

## Parcours dans les tournois duGrand Chelem

### En simple
| Année | Open d'Australie | Open d'Australie | Internationaux de France | Internationaux de France | Wimbledon       | Wimbledon        | US Open         | US Open          |
| ----- | ---------------- | ---------------- | ------------------------ | ------------------------ | --------------- | ---------------- | --------------- | ---------------- |
| 2007  | —                | —                | 2e tour (1/32)           | Albert Montañés          | 1er tour (1/64) | Márcos Baghdatís | 1/8 de finale   | Carlos Moyà      |
| 2008  | 1er tour (1/64)  | Marat Safin      | 1/4 de finale            | Novak Djokovic           | 2e tour (1/32)  | Rafael Nadal     | 2e tour (1/32)  | Andy Roddick     |
| 2009  | 2e tour (1/32)   | Igor Andreev     | 2e tour (1/32)           | Nicolás Almagro          | 2e tour (1/32)  | Andy Murray      | 1er tour (1/64) | Andy Murray      |
| 2010  | 1er tour (1/64)  | Juan Mónaco      | 1er tour (1/64)          | Julien Benneteau         | —               | —                | 1er tour (1/64) | Jérémy Chardy    |
| 2011  | 1er tour (1/64)  | Benjamin Becker  | 1er tour (1/64)          | Blaž Kavčič              | 1er tour (1/64) | D. Toursounov    | 2e tour (1/32)  | Gilles Müller    |
| 2012  | 1er tour (1/64)  | Michaël Llodra   | 1er tour (1/64)          | M. Kukushkin             | 2e tour (1/32)  | Jerzy Janowicz   | 2e tour (1/32)  | Steve Johnson    |
| 2013  | —                | —                | 2e tour (1/32)           | Gaël Monfils             | 3e tour (1/16)  | F. Verdasco      | 1er tour (1/64) | A. Haider-Maurer |
| 2014  | 2e tour (1/32)   | Sam Querrey      | 1/2 finale               | Novak Djokovic           | 2e tour (1/32)  | S. Stakhovsky    | 2e tour (1/32)  | Dominic Thiem    |
| 2015  | 1er tour (1/64)  | T. Kokkinakis    | 2e tour (1/32)           | Nicolas Mahut            | 1er tour (1/64) | Lukáš Rosol      | 1er tour (1/64) | Aljaž Bedene     |
| 2016  | 1er tour (1/64)  | Jérémy Chardy    | 1/8 de finale            | David Goffin             | 1er tour (1/64) | Jack Sock        | —               | —                |
| 2017  | —                | —                | 1er tour (1/64)          | Marin Čilić              | 3e tour (1/16)  | Novak Djokovic   | 2e tour (1/32)  | Kevin Anderson   |
| 2018  | —                | —                | 2e tour (1/32)           | Matteo Berrettini        | 1/8 de finale   | Kei Nishikori    | —               | —                |
| 2019  | 1er tour (1/64)  | S. Wawrinka      | 1er tour (1/64)          | Casper Ruud              | 1er tour (1/64) | Leonardo Mayer   | —               | —                |
| 2020  | 3e tour (1/16)   | Gaël Monfils     | —                        | —                        | Annulé          | Annulé           | —               | —                |

N.B. : à droite du résultat se trouve le nom de l'ultime adversaire.

### En double
| Année | Open d'Australie | Open d'Australie | Internationaux de France | Internationaux de France | Wimbledon                                                                        | Wimbledon | US Open | US Open |
| ----- | ---------------- | ---------------- | ------------------------ | ------------------------ | -------------------------------------------------------------------------------- | --------- | ------- | ------- |
| 2007  | —                | —                | —                        | —                        | 1er tour (1/32) I. Ljubičić \|\| style="text-align:left;" \| Kevin Kim R. Smeets | —         | —       |         |

N.B. : le nom du partenaire se trouve sous le résultat ; les noms des ultimes adversaires se trouvent à droite.

## Parcours dans lesMasters 1000
| Année | Indian Wells           | Miami                  | Monte-Carlo            | Rome                    | Hambourg puis Madrid     | Canada                    | Cincinnati                | Madrid puis Shanghai   | Paris                    |
| ----- | ---------------------- | ---------------------- | ---------------------- | ----------------------- | ------------------------ | ------------------------- | ------------------------- | ---------------------- | ------------------------ |
| 2007  | —                      | —                      | —                      | —                       | —                        | 1er tour D. Ferrer        | —                         | —                      | —                        |
| 2008  | 2e tour D. Nalbandian  | 2e tour N. Davydenko   | —                      | —                       | —                        | 1er tour J. Acasuso       | 1/4 de finale N. Djokovic | 2e tour R. Nadal       | —                        |
| 2009  | 2e tour I. Andreev     | 1er tour M. Baghdatís  | 1er tour Kohlschreiber | 2e tour R. Gasquet      | 1er tour T. Haas         | —                         | —                         | 1er tour F. Fognini    | —                        |
| 2010  | 2e tour N. Davydenko   | —                      | 2e tour S. Wawrinka    | 1/2 finale R. Nadal     | 1/4 de finale R. Federer | 2e tour R. Söderling      | 1/8 de finale A. Murray   | 1er tour R. Gasquet    | 1/8 de finale A. Roddick |
| 2011  | 3e tour N. Djokovic    | 2e tour C. Berlocq     | 2e tour M. Raonic      | —                       | —                        | 1/8 de finale M. Fish     | 1er tour I. Dodig         | 1er tour D. Nalbandian | —                        |
| 2012  | 1er tour M. Llodra     | 1er tour S. Bubka      | —                      | —                       | —                        | —                         | —                         | —                      | —                        |
| 2013  | 1/8 de finale R. Nadal | —                      | 2e tour J. Mónaco      | 1/8 de finale R. Nadal  | —                        | 1/4 de finale M. Raonic   | 1er tour M. Youzhny       | —                      | 1er tour F. Verdasco     |
| 2014  | 1/4 de finale J. Isner | 2e tour J. Benneteau   | 1er tour A. Dolgopolov | 1/8 de finale D. Ferrer | 1/4 de finale D. Ferrer  | 2e tour J. Benneteau      | 2e tour S. Johnson        | 1er tour M. Youzhny    | —                        |
| 2015  | 3e tour A. Mannarino   | 2e tour J. Mónaco      | 1er tour Haider-Maurer | 1er tour J. Veselý      | 1er tour D. Goffin       | 1/4 de finale N. Djokovic | —                         | —                      | —                        |
| 2016  | 1er tour G. García     | 1er tour M. Youzhny    | —                      | 2e tour L. Pouille      | —                        | 1er tour R. Ram           | —                         | —                      | —                        |
| 2019  | 1er tour A. Bolt       | 1er tour M. Kecmanović | —                      | —                       | —                        | —                         | —                         | —                      | —                        |

N.B. : sous le résultat se trouve le nom de l’ultime adversaire.

## Classements ATP en fin de saison
| Année          | 2004 | 2005 | 2006 | 2007 | 2008 | 2009 | 2010 | 2011 | 2012 | 2013 | 2014 | 2015 | 2016 | 2017 | 2018 | 2019 | 2020 | 2021 | 2022 | 2023 |
| Rang en simple | 1339 | 451  | 139  | 61   | 53   | 90   | 24   | 61   | 139  | 24   | 13   | 81   | 151  | 200  | 96   | 258  | 181  | 190  | 311  | 893  |
| Rang en double | 1752 | 1276 | 311  | 322  | 309  | 132  | 401  | 542  | 761  | 781  | 571  | 374  | -    | -    | -    | 442  | 493  | 792  | -    | -    |

Source : (en) Classements de Ernests Gulbis sur le site officiel de la Fédération internationale de tennis

## Victoires sur le top 10
Toutes ses victoires sur des joueurs classés dans le top 10 de l'ATP lors de la rencontre.
| Légende         |
| --------------- |
| Grand Chelem    |
| Masters         |
| Jeux olympiques |
| Masters 1000    |
| 500 Series      |
| 250 Series      |
| Coupe Davis     |

| #  | E.G.   | Tournoi       | Année | Surface      | Adversaire            | Rang  | Tour   | Score                     |
| -- | ------ | ------------- | ----- | ------------ | --------------------- | ----- | ------ | ------------------------- |
| 1  | no 88  | US Open       | 2007  | Dur          | Tommy Robredo         | no 8  | 1/16   | 6-1, 6-3, 6-2             |
| 2  | no 80  | Roland-Garros | 2008  | Terre battue | James Blake           | no 8  | 1/32   | 7-62, 3-6, 7-5, 6-3       |
| 3  | no 53  | Cincinnati    | 2008  | Dur          | James Blake           | no 8  | 1/8    | 6-4, 1-6, 6-3             |
| 4  | no 53  | Brisbane      | 2009  | Dur          | Novak Djokovic        | no 3  | 1/16   | 6-4, 6-4                  |
| 5  | no 40  | Rome          | 2010  | Terre battue | Roger Federer         | no 1  | 1/16   | 2-6, 6-1, 7-5             |
| 6  | no 26  | Paris-Bercy   | 2010  | Dur (int.)   | Mikhail Youzhny       | no 10 | 1/16   | 6-4, 3-0 ab.              |
| 7  | no 84  | Los Angeles   | 2011  | Dur          | Mardy Fish            | no 9  | Finale | 5-7, 6-4, 6-4             |
| 8  | no 87  | Wimbledon     | 2012  | Gazon        | Tomáš Berdych         | no 7  | 1/64   | 7-65, 7-64, 7-64          |
| 9  | no 67  | Indian Wells  | 2013  | Dur          | Janko Tipsarević      | no 9  | 1/32   | 6-2, 6-0                  |
| 10 | no 39  | Wimbledon     | 2013  | Gazon        | Jo-Wilfried Tsonga    | no 7  | 1/32   | 3-6, 6-3, 6-3, ab.        |
| 11 | no 38  | Montréal      | 2013  | Dur          | Andy Murray           | no 2  | 1/8    | 6-4, 6-3                  |
| 12 | no 24  | Rotterdam     | 2014  | Dur (int.)   | Juan Martín del Potro | no 4  | 1/4    | 6-3, 6-4                  |
| 13 | no 23  | Marseille     | 2014  | Dur (int.)   | Richard Gasquet       | no 9  | 1/2    | 6-3, 6-2                  |
| 14 | no 23  | Marseille     | 2014  | Dur (int.)   | Jo-Wilfried Tsonga    | no 10 | Finale | 7-65, 6-4                 |
| 15 | no 17  | Roland-Garros | 2014  | Terre battue | Roger Federer         | no 4  | 1/8    | 65-7, 7-63, 6-2, 4-6, 6-3 |
| 16 | no 17  | Roland-Garros | 2014  | Terre battue | Tomáš Berdych         | no 6  | 1/4    | 6-3, 6-2, 6-4             |
| 17 | no 80  | Roland-Garros | 2016  | Terre battue | Jo-Wilfried Tsonga    | no 7  | 1/16   | 2-5 ab.                   |
| 18 | no 138 | Wimbledon     | 2018  | Gazon        | Alexander Zverev      | no 3  | 1/16   | 7-62, 4-6, 5-7, 6-3, 6-0  |